# Pseudosparianthis variabilis
Pseudosparianthis variabilis är en spindelart som beskrevs av F. O. Pickard-Cambridge 1900. Pseudosparianthis variabilis ingår i släktet Pseudosparianthis och familjen jättekrabbspindlar. Inga underarter finns listade i Catalogue of Life.